# Віктор Мануель Фернандес
Ві́ктор Мануе́ль Ферна́ндес (ісп. Víctor Manuel Fernández; нар. 18 липня 1962, Альсіра-Хіхена, Кордова, Аргентина)  — єпископ Римсько-католицької церкви. З 1 липня 2023 — префект Дикастерії віровчення. Від 30 вересня 2023 — кардинал-диякон з титулом Санта-Урбані-е-Лоренцо-а-Пріма-Порта.

## Біографія
Народився 18 липня 1962 року в Аргентині.
У 1986 став священиком. Здобув ліценціат із біблійного богослов'я в Папському Григоріанському університеті в Римі, а докторат — на богословському факультеті Аргентинського католицького університету в Буенос-Айресі.
У 2008—2009 роках був деканом богословського факультету Папського аргентинського католицького університету.
З 2009 по 2018 — ректор ректор цього закладу.
З 2018 по 2023 — ординарій Архієпархії Ла-Плати.
1 липня 2023 Папа Франциск призначив архієпископа Фернандеса префектом Дикастерії доктрини віри.